# Anssi Koivuranta
Anssi Koivuranta, né le 3 juillet 1988 à Kuusamo, est un athlète du combiné nordique finlandais devenu sauteur à ski à partir de la saison 2010-11. 
Successeur de son compatriote Hannu Manninen, il a au cours de sa carrière notamment remporté une médaille de bronze aux Jeux olympiques d'hiver de 2006 dans le relais, un titre de champion en relais en 2007 ainsi qu'une médaille de bronze dans l'épreuve de Gundersen, enfin il a remporté le gros globe de cristal de la Coupe du monde 2009 (et sept épreuves individuelles).

## Biographie
Il commence sa carrière en 2003 en participant à la Coupe du monde B avant d'être médaillé de bronze en sprint aux Championnats du monde junior et de disputer sa première épreuve de Coupe du monde à la fin de la saison 2003-2004.
Le 30 janvier 2005, à l'occasion d'une épreuve individuelle de Gundersen organisée à Sapporo, le Finlandais obtient son premier podium en Coupe du monde. Il en obtient quatre nouveaux lors de la Coupe du monde 2005-2006, une saison où le jeune sportif participe aux Jeux olympiques d'hiver de 2006 à Turin. Il y remporte une médaille de bronze dans l'épreuve par équipes. L'année suivante, lors des Championnats du monde 2007, Anssi Koivuranta enlève la médaille d'or de l'épreuve par équipes de combiné nordique. En 2009, il succède à Hannu Manninen chez les Finlandais en remportant le classement général de la Coupe du monde grâce à sept victoires devançant Magnus Moan.
Le Finlandais est souvent classé parmi les meilleurs dans l'épreuve de saut à ski, ce qui lui permet de compenser un ski de fond moins performant.
À la suite d'une maladie qui ne lui permet pas de s'entraîner pour le ski de fond, il décide en octobre 2010 de se consacrer spécifiquement au saut à ski. Le 4 janvier 2014 à Innsbruck, il gagne son premier concours en Coupe du monde de saut à ski sur un seul saut, à l'occasion de la Tournée des quatre tremplins. Il devient alors le premier skieur à avoir remporté une manche de Coupe du monde en combiné nordique et en saut à ski.

## Palmarès

### Jeux olympiques d'hiver
| Épreuve / Édition | Épreuve / Édition | Épreuve / Édition | Turin 2006                       | Vancouver 2010                   | Sotchi 2014                      |
| Combiné nordique  | Sprint            | Sprint            | 11e                              | Épreuve inexistante à cette date | Épreuve inexistante à cette date |
| Combiné nordique  | Gundersen         | Gundersen         | 25e                              | Épreuve inexistante à cette date | Épreuve inexistante à cette date |
| Combiné nordique  | Par équipes       | Par équipes       | Bronze                           | 7e                               | —                                |
| Combiné nordique  | Gundersen         | PT                | Épreuve inexistante à cette date | 8e                               | —                                |
| Combiné nordique  | Gundersen         | GT                | Épreuve inexistante à cette date | —                                | —                                |
| Saut à ski        |                   |                   |                                  |                                  |                                  |
| Petit tremplin    | Petit tremplin    | —                 | —                                | 12e                              |                                  |
| Grand tremplin    | Grand tremplin    | —                 | —                                | 11e                              |                                  |
| Par équipes       | Par équipes       | —                 | —                                | 8e                               |                                  |

### Championnats du monde
| Épreuve / Édition | Épreuve / Édition | Épreuve / Édition | Oberstdorf 2005 | Sapporo 2007 | Liberec 2009 | Oslo 2011 | Val di Fiemme 2013 |
| Combiné nordique  | Sprint            | Sprint            | 6e              | 4e           | -            |           |                    |
| Combiné nordique  | Départ en ligne   | Départ en ligne   | -               | -            | 4e           |           |                    |
| Combiné nordique  | Gundersen         | Gundersen         | 26e             | Bronze       | -            |           |                    |
| Combiné nordique  | Gundersen         | PT                | -               | -            | 4e           |           |                    |
| Combiné nordique  | Gundersen         | GT                | -               | -            | -            |           |                    |
| Combiné nordique  | Par équipes       | Par équipes       | -               | Or           | -            |           |                    |
| Saut à ski        | Petit tremplin    | Petit tremplin    |                 |              |              | 10e       | 39e                |
| Saut à ski        | Grand tremplin    | Grand tremplin    |                 |              |              | 33e       | 45e                |
| Saut à ski        | Par équipes       | Petit tremplin    |                 |              |              | 8e        | -                  |
| Saut à ski        | Par équipes       | Grand tremplin    |                 |              |              | 7e        | 11e                |

### Coupe du monde de combiné nordique
- Vainqueur du classement général en 2009.
- 25 podiums individuels en carrière dont 7 victoires.

 Dernière mise à jour le 11 décembre 2009 
- 2 podiums par équipes (2 victoires).

#### Différents classements en Coupe du monde
| Année/Classement | Année/Classement | Général | Général | Sprint | Sprint | WPG    | WPG    |
| ---------------- | ---------------- | ------- | ------- | ------ | ------ | ------ | ------ |
| Année/Classement | Année/Classement | Class.  | Points  | Class. | Points | Class. | Points |
| 2004             | 2004             | 51e     | 29      | 46e    | 7      | -      | -      |
| 2005             | 2005             | 21e     | 197     | 26e    | 75     | -      | -      |
| 2006             | 2006             | 10e     | 597     | 11e    | 234    | -      | -      |
| 2007             | 2007             | 7e      | 484     | 6e     | 244    | 7e     | 94     |
| 2008             | 2008             | 11e     | 443     | 16e    | 151    | -      | -      |
| 2009             | 2009             | 1er     | 1461    | -      | -      | -      | -      |
| 2010             | 2010             | 11e     | 433     | -      | -      | -      | -      |

#### Détails des victoires
| Édition / Épreuve | Gundersen                                                            |
| 2009              | Kuusamo Trondheim Oberhof Schonach Chaux-Neuve Klingenthal Vikersund |

### Coupe du monde de saut à ski
- Meilleur classement général : 18e en 2012.
- 1 podium : 1 victoire.

#### Différents classements en Coupe du monde
| Année     | Classement général final |
| 2010-2011 | 40e                      |
| 2011-2012 | 18e                      |
| 2013-2014 | 19e                      |
| 2014-2015 | 64e                      |

#### Victoires
| Année | Lieu                 |
| 2014  | Innsbruck (Autriche) |